# Калауровицька сільська рада
Калауровицька сільська́ ра́да (біл. Калавуравіцкі сельсавет) — адміністративно-територіальна одиниця у складі Пінського району Берестейської області Білорусі. Адміністративний центр — село Каллауровичі.

## Склад
Населені пункти, що підпорядковувалися сільській раді станом на 2009 рік:
| Населений пункт | Тип  | Населення, осіб (2009) |
| --------------- | ---- | ---------------------- |
| Гольці          | село | 213                    |
| Каллауровичі    | село | 188                    |
| Качановичі      | село | 44                     |
| Кудричі         | село | 30                     |
| Особовичі       | село | 18                     |
| Площево         | село | 42                     |
| Поросці         | село | 35                     |

## Населення
За переписом населення Білорусі 2009 року чисельність населення сільської ради становила 570 осіб.

### Національність
Розподіл населення за рідною національністю за даними перепису 2009 року:
| Національність               | Осіб | Відсоток |
| ---------------------------- | ---- | -------- |
| білоруси                     | 542  | 95,09 %  |
| українці                     | 15   | 2,63 %   |
| росіяни                      | 10   | 1,75 %   |
| осетини                      | 1    | 0,18 %   |
| комі                         | 1    | 0,18 %   |
| дві та більше національності | 1    | 0,18 %   |
| Разом                        | 570  | 100 %    |